# Memoriał Eugeniusza Nazimka 1986
Memoriał im. Eugeniusza Nazimka 1986 – 4. edycja turnieju w celu uczczenia pamięci polskiego żużlowca Eugeniusza Nazimka, który odbył się dnia 7 września 1986 roku. Turniej wygrał Grzegorz Kuźniar.

## Wyniki
- Stadion Stali Rzeszów, 7 września 1986
- NCD: Ryszard Czarnecki – 74,33 w wyścigu 1
- Sędzia: Jan Banasiak

| Msc. | Zawodnik                 | Klub    | Pkt |          |  |
| ---- | ------------------------ | ------- | --- | -------- |  |
| 1    | (11) Grzegorz Kuźniar    | Rzeszów | 9   | (3,3,3)  |  |
| 2    | (6) Grzegorz Dzikowski   | Gdańsk  | 8   | (3,3,2)  |  |
| 3    | (14) Bogusław Nowak      | Tarnów  | 6   | (3,d,3)  |  |
| 4    | (1) Andrzej Surowiec     | Rzeszów | 6   | (2,3,1)  |  |
| 5    | (5) Janusz Stachyra      | Rzeszów | 6   | (2,1,3)  |  |
| 6    | (16) Eugeniusz Błaszak   | Tarnów  | 5   | (2,3,d)  |  |
| 7    | (4) Ryszard Czarnecki    | Rzeszów | 5   | (3,2,u)  |  |
| 8    | (12) Leon Kujawski       | Gniezno | 5   | (2,1,2)  |  |
| 9    | (9) Piotr Podrzycki      | Gniezno | 5   | (1,2,2)  |  |
| 10   | (7) Marek Kępa           | Lublin  | 4   | (d,2,2)  |  |
| 11   | (13) Roman Lubera        | Rzeszów | 3   | (d,ns,3) |  |
| 12   | (15) Ryszard Romaniak    | Rzeszów | 3   | (1,1,1)  |  |
| 13   | (10) Bronisław Klimowicz | Rybnik  | 2   | (d,2,w)  |  |
| 14   | (2) Janos Szerecz        | Węgry   | 2   | (1,1,0)  |  |
| 15   | (3) Atilla Kovacs        | Węgry   | 1   | (0,0,1)  |  |
| 16   | (8) Eugeniusz Skupień    | Rybnik  | 1   | (1,0,u)  |  |
|      | rez. Bogdan Ciupak       | Rzeszów |     | (ns)     |  |

Bieg po biegu
1. [74,33] Czarnecki, Surowiec, Szerecz, Kovacs
2. [75,84] Dzikowski, Stachyra, Skupień, Kępa
3. [77,04] Kuźniar, Kujawski, Podrzycki, Klimowicz
4. [76,55] Nowak, Błaszak, Romaniak, Lubera
5. [80,25] Surowiec, Podrzycki, Stachyra
6. [81,15] Dzikowski, Klimowicz, Szerecz, Nowak
7. [82,52] Kuźniar, Kępa, Romaniak, Kovacs
8. [82,83] Błaszak, Czarnecki, Kujawski, Skupień
9. [82,73] Kuźniar, Dzikowski, Surowiec, Błaszak
10. [84,86] Stachyra, Kujawski, Romaniak, Szerecz
11. [86,76] Nowak, Podrzycki, Kovacs, Skupień
12. [87,75] Lubera, Kępa, Klimowicz, Czarnecki